# Honda GY6
Il propulsore Honda GY6 è un piccolo motore a quattro tempi a combustione interna, sviluppato dalla Honda Motor Company. Il GY6 è comunemente utilizzato per alimentare vari tipi di piccoli veicoli, compresi ATV e scooter.
La Honda ha perfezionato il progetto negli anni ottanta creando un motore monocilindrico 4 tempi, raffreddato ad aria o anche ad aria/olio, con distribuzione a due valvole. Il motore è in grado di regimi fino 12.000 giri/min con una potenza fino a 14cv. Il GY6 ha una trasmissione a CVT.
È stato originariamente costruito in varie cilindrate da 50, 125 e 150 cm³. Honda non utilizza più questo motore sui suoi scooter, ma aziende cinesi, coreane e taiwanesi producono ancora questo blocco motore poiché ha discrete prestazioni, facilità di costruzione e bassi costi di gestione. Tra gli esempi d'uso quello della Kymco sul suo Agility o sul Super 8.